# Mieczysław Baszko
Mieczysław Kazimierz Baszko (nascido em 26 de junho de 1961 em Boratyńszczyźna) é um político polaco que seviu de 2014 a 2015 como marechal da Voivodia de Podlaskie e como membro do VIII e IX Sejm. É membro dos Partido dos Republicanos desde 2021. Foi membro do partido Acordo entre 2018 e 2021, e tinha sido até 2018 membro do PSL.